# Cratere Oshalche
Oshalche  è un cratere sulla superficie di Venere.